# New drama
Le new drama est un genre théâtral très en vogue au Royaume-Uni à la fin du XIXe siècle et au début du XXe siècle.
Le new drama est un théâtre engagé politiquement qui s'oppose aux productions commerciales et grand public du West End. Il s'attaque de façon naturaliste aux problèmes sociaux, présentés du point de vue des plus pauvres. Il eut pour cela des problèmes avec la censure.
Arthur Wing Pinero en fut un des principaux auteurs, avec Thomas William Robertson. L'association Harley Granville-Barker et John Eugene Vedrenne installée au Royal Court Theatre fut un autre pilier du new drama.

## Source
- Élisabeth Angel-Perez, Le Théâtre anglais, Paris, Hachette, 1997, 160 p. (ISBN 2-01-145207-4), p. 97-98.